# Hauenstein
Hauenstein là một đô thị thuộc huyện Südwestpfalz, bang Rheinland-Pfalz, Đức. Đô thị này có diện tích 13,91 km², dân số thời điểm 31 tháng 12 năm 2006 là 4094 người. Đô thị Hauenstein toạ lạc ở rừng Palatinate, khoảng 20 km về phía đông của Pirmasens, và 20 km về phía tây của Landau.
Hauenstein là thủ phủ của Verbandsgemeinde ("cộng đồng đô thị") Hauenstein.